# Ante Šimundža
Ante Šimundža, slovenski nogometaš in trener, * 28. september 1971, Maribor.

## Klubska kariera
Kot igralec je blestel v dresu NK Maribor, s katerim je igral tudi v elitni Ligi Prvakov, kjer je tudi dosegel zadetek v Kijevu proti tamkajšnjemu klubu Dinamo Kijev, s čimer je klubu prinesel zmago.

## Reprezentančna kariera
Šimundža je zbral 3 nastope za slovensko reprezentanco. 

## Trenerska kariera
Po pridobitvi trenerske PRO licence je od januarja 2007 najprej deloval kot pomočnik Pavla Pinnija v Celju, od 1. junija 2008 pa je bil pomočnik Darka Milaniča v NK Maribor.
24. avgusta 2011 je postal glavni trener pri Muri, kjer je zamenjal Roberta Pevnika.
Junija 2013 je po izpadu Mure 05 iz prve lige kot glavni trener odšel k Aluminiju iz Kidričevega. 30. Septembra je prekinil pogodbo z Aluminijem in se vrnil v domači Maribor  kot glavni trener NK Maribor

## Klubi
- NK Maribor
- Brummell Sendai
- BSC Young Boys
- Malmö FF
- NK Maribor (drugič)
- R.A.A. La Louvière
- FK Železnik
- NK Maribor (tretjič)
- NK Šmartno ob Paki